# Rudolf Verčík
Rudolf Verčik (ur. 19 marca 1976 w Bratysławie) – słowacki hokeista, reprezentant Słowacji.

## Kariera klubowa
- ŠKP PS Poprad (-1993)
- Slovan Bratysława (1993–1997)
- HK Spišská Nová Ves (1997–1998)
- Slovan Bratysława (1998–2002)
- HK Trnava (1998–1999)
- HK Poprad (2002–2003)
- Bílí tygři Liberec (2003–2004)
- HC Dukla Jihlava (2004)
- HK Poprad (2004–2005)
- HK Trnava (2005)
- MsHK Žilina (2005–2006)
- TKH Toruń (2006–2008)
- Cracovia (2008–2010)